# 1147 Stavropolis
1147 Stavropolis este un asteroid din centura principală, descoperit pe 11 iunie 1929, de Grigori Neuimin.